# Maurilia rufirena
Maurilia rufirena är en fjärilsart som beskrevs av George Francis Hampson 1918. Maurilia rufirena ingår i släktet Maurilia och familjen trågspinnare. Inga underarter finns listade i Catalogue of Life.